# 帰勝県
帰勝県（きしょう-けん）は中華人民共和国遼寧省にかつて存在した県。現在の蓋州市南西部に相当する。
遼代に設置され、金代に廃止された。